# یو سریناواس
اوپالاپو سریناواس (زادهٔ ۲۸ فوریه ۱۹۶۹ – درگذشتهٔ ۱۹ سپتامبر ۲۰۱۴) آهنگساز و نوازندهٔ ماندولین هندی در موسیقی کلاسیک کارناتیک بود. از آنجا که او یک کودک اعجوبه بود، برخی به او لقب موتزارت موسیقی کلاسیک هند داده‌اند..    
او در سال 1998 توسط دولت هند نشان پادما شری را دریافت کرد.  او همچنین در سال 2009 جایزه Sangeet Natak Akademi را دریافت کرد که توسط Sangeet Natak Akademi ، آکادمی ملی موسیقی، رقص و درام در هند، به او اعطا شد.